# Кучербаево
Кучербаево (баш. Күсәрбай) — деревня в Стерлитамакском районе Башкортостана, входит в состав Рязановского сельсовета.

## Население
| 2002 | 2009 | 2010 |
| ---- | ---- | ---- |
| 278  | ↗341 | ↘332 |

Национальный состав
Согласно переписи 2002 года, преобладающая национальность — башкиры (93 %).

## Географическое положение
Расстояние до:
- районного центра (Стерлитамак): 19 км,
- центра сельсовета (Рязановка): 7 км,
- ближайшей ж/д станции (Стерлитамак): 19 км.

## Известные уроженцы
- Акчулпанов, Шагихайдар Шахингареевич (1868—?) — военный деятель, активный участник башкирского национального движения, подполковник (1917)[5].
- Гарифуллин, Фарит Шарифуллинович (род. 20 декабря 1928) — агроном, Заслуженный деятель науки БАССР (1976), доктор сельскохозяйственных наук (1984), профессор (1985), почётный академик Академии наук Республики Башкортостан (1995), Заслуженный деятель науки Российской Федерации (1996)[6].